# Shayla Mahan
Shayla Mahan (ur. 18 stycznia 1989) – amerykańska lekkoatletka specjalizująca się w biegach sprinterskich.
Podczas mistrzostw świata juniorów w 2008 roku zajęła piąte miejsce w biegu na 100 metrów oraz była członkinią amerykańskiej sztafety 4 x 100 metrów, która sięgnęła po złoty medal. Stawała na podium juniorskich mistrzostw USA oraz mistrzostw NCAA.
Rekord życiowy w biegu na 100 metrów – 11,20 (26 marca 2011, Columbia).

## Osiągnięcia
| Rok  | Impreza                     | Miejsce   | Konkurencja        | Lokata     | Wynik |
| ---- | --------------------------- | --------- | ------------------ | ---------- | ----- |
| 2008 | Mistrzostwa świata juniorów | Bydgoszcz | bieg na 100 m      | 5. miejsce | 11,66 |
| 2008 | Mistrzostwa świata juniorów | Bydgoszcz | sztafeta 4 x 100 m | 1. miejsce | 43,66 |